# Dark Globe
《Dark Globe》（也被称为《Wouldn't You Miss Me》）是西德·巴雷特的一首歌，出版在他第一张个人独唱专辑《The Madcap Laughs》。

## 人员
- 希德·巴雷特 –主唱、原声吉他
- 大卫·吉尔莫 –制作人
- 罗杰·沃特斯 –制作人